# Добровлє-при-Мозирю
Добровлє-при-Мозирю (словен. Dobrovlje pri Mozirju) — поселення в общині Мозирє, Савинський регіон, Словенія. Висота над рівнем моря: 640,3 м.